# Armstrong County (Texas)
Das Armstrong County ist ein County im Bundesstaat Texas der Vereinigten Staaten. Das U.S. Census Bureau hat bei der Volkszählung 2020 eine Einwohnerzahl von 1.848 ermittelt. Der Sitz der County-Verwaltung (County Seat) befindet sich in Claude, welches nach Claude Ayers benannt wurde, dem Ingenieur der ersten Eisenbahn, die durch diese Gegend fuhr. Das County gehört zu den Dry Countys, was bedeutet, dass der Verkauf von Alkohol eingeschränkt oder verboten ist.

## Geographie
Das County liegt im Nordwesten von Texas, im sogenannten Texas Panhandle und hat eine Fläche von 2367 Quadratkilometern, ohne nennenswerte Wasserfläche. Es grenzt im Uhrzeigersinn an folgende Countys: Carson County, Gray County, Donley County, Briscoe County, Swisher County, Randall County und Potter County.

## Klima
Die Temperatur reicht von −7 °C im Januar bis 34 °C im Juli. Pro Jahr gibt es im Durchschnitt 213 Sonnentage. Die durchschnittliche Niederschlagsmenge beträgt 500 mm.

## Geschichte
Armstrong County wurde am 21. August 1876 aus Teilen des Bexar County gebildet und die Verwaltungsorganisation am 8. März 1890 abgeschlossen. Benannt wurde es nach einer von sechs Pionier-Familien Texas’.
Vor 10.000 Jahren war das Panhandle von Paläo-Indianern besiedelt. Um 1700 kamen die Apachen in dieses Gebiet, danach die Comanche. Nachdem auch diese weiterzogen, lebten hier einige Kiowa und Cheyenne. Angloamerikanische Siedler kamen erst um 1780 in dieses Gebiet. 1874 kam es zur ersten großen Schlacht am Red River und der Schlacht in Palo Duro Canyon. Beide Schlachten fanden an der Countygrenze zum Randall County statt. Nach der vernichtenden Niederlage der Indianer kamen die ersten Rancher ins Land. 1876 brachte Charles Goodnight eine Herde von 1600 Rindern in den Palo Duro Canyon. 1877 ging dieser eine Partnerschaft mit dem Iren John G. Adair ein. Beide Ranches zusammen hatten danach eine Fläche von 1,335 Millionen Morgen. Beide Ranches dominierten die Gegend bis weit in das 20. Jahrhundert.
1887 baute die Fort Worth and Denver City Railway eine Eisenbahnlinie durch das County, das somit direkte Verbindung nach New Mexico und Colorado hatte und neue Siedler in die Gegend kamen. 1900 lebten 1.205 Menschen im County. 1930 erreichte das County die höchste Einwohnerzahl mit 3.329 Einwohnern. Seither ist sie wieder rückläufig, zu Anfang bedingt durch die Depression, danach durch den Abbau der Landarbeiter, die durch Maschinen ersetzt wurden.

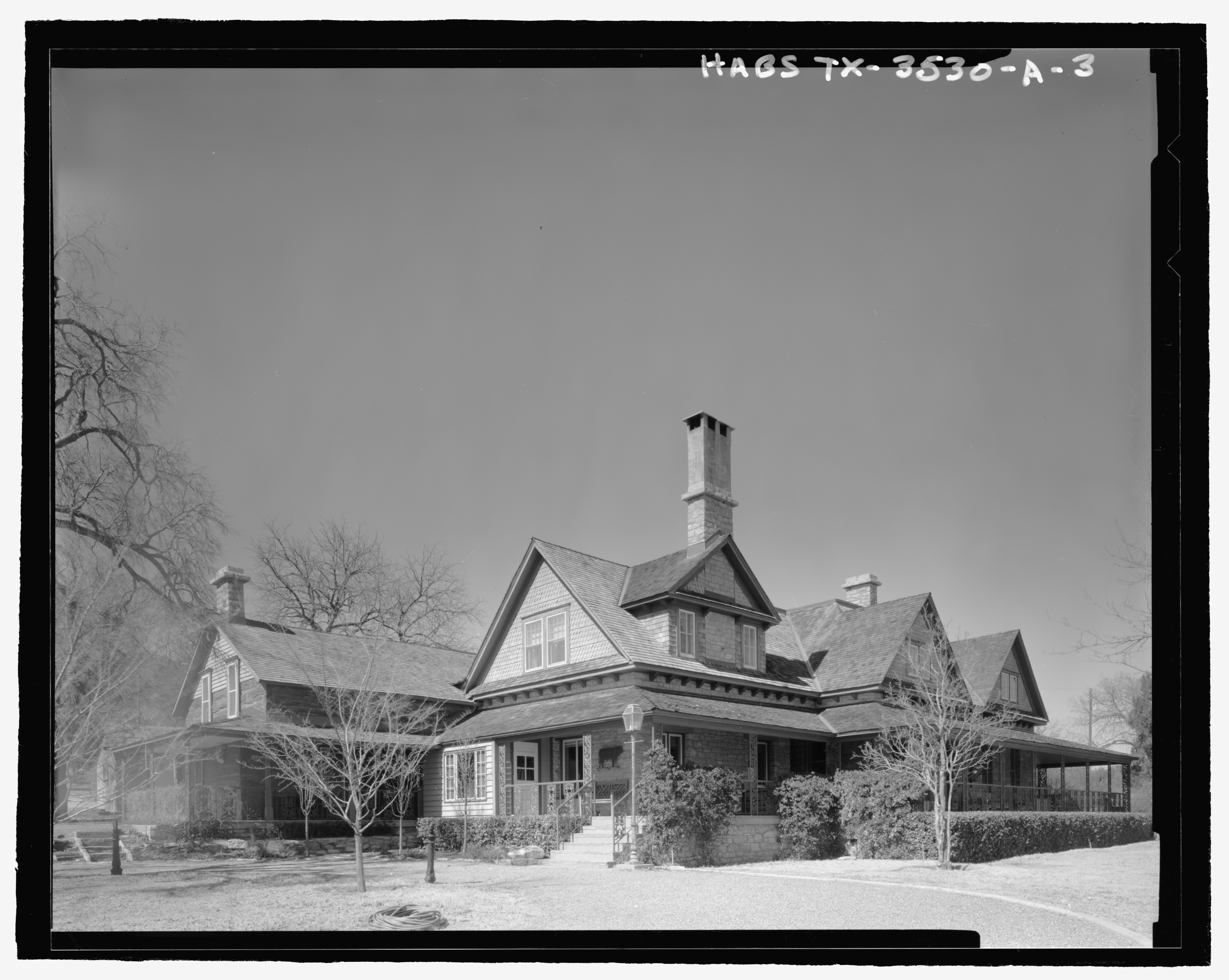
Hauptsitz JA Ranch (HABS, 2000)

Ein Ort im County hat den Status einer National Historic Landmark, die JA Ranch. Vier Bauwerke und Stätten des Countys sind im National Register of Historic Places (NRHP) eingetragen (Stand 23. September 2018).

## Demografische Daten

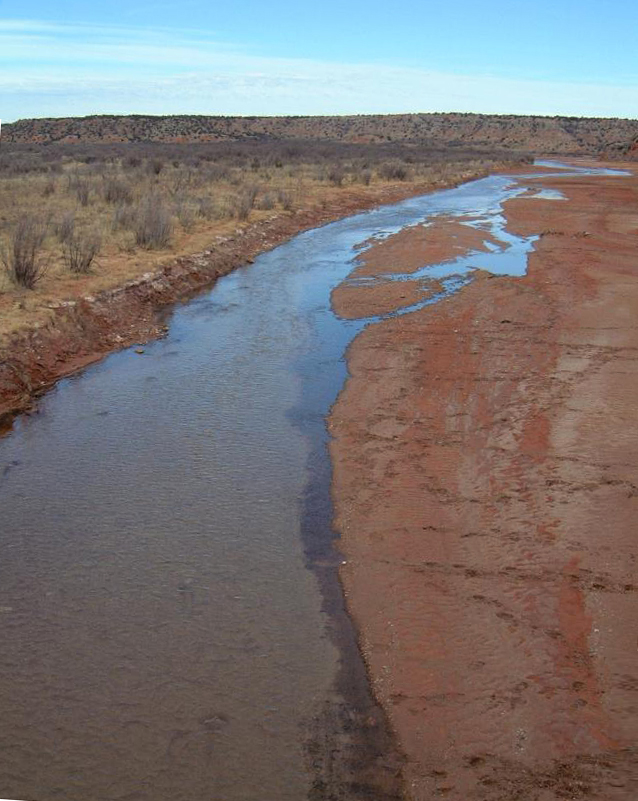
Der Prairie Dog Town Fork Red River

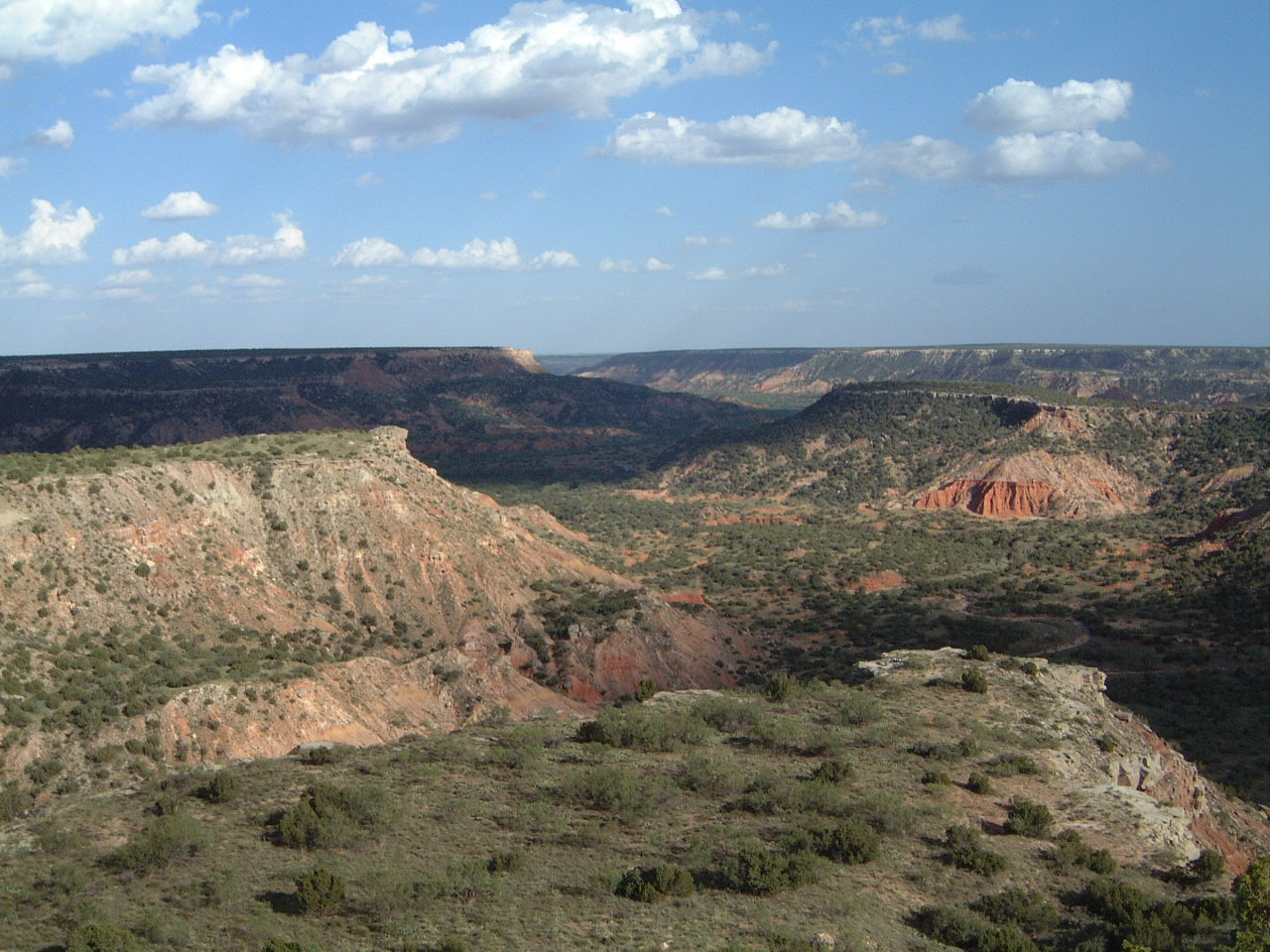
Der Palo Duro Canyon im Palo Duro Canyon State Park

Nach der Volkszählung im Jahr 2000 lebten im Armstrong County 2.148 Menschen; es wurden 802 Haushalte und 612 Familien gezählt. Die Bevölkerungsdichte betrug 1 Einwohner pro Quadratkilometer. Ethnisch betrachtet setzte sich die Bevölkerung zusammen aus 95,4 Prozent Weißen, 0,3 Prozent Afroamerikanern, 0,7 Prozent amerikanischen Ureinwohnern, 2,8 Prozent Asiaten und 2,8 Prozent aus anderen ethnischen Gruppen; 0,8 Prozent stammten von zwei oder mehr Ethnien ab. 5,4 Prozent der Einwohner waren spanischer oder lateinamerikanischer Abstammung.
Von den 802 Haushalten hatten 33,9 Prozent Kinder oder Jugendliche, die mit ihnen zusammen lebten. 67,2 Prozent waren verheiratete, zusammenlebende Paare 6,1 Prozent waren allein erziehende Mütter und 23,6 Prozent waren keine Familien. 21,4 Prozent waren Singlehaushalte und in 12,0 Prozent lebten Menschen im Alter von 65 Jahren oder darüber. Die durchschnittliche Haushaltsgröße betrug 2,58 und die durchschnittliche Familiengröße betrug 2,99 Personen.
26,0 Prozent der Bevölkerung war unter 18 Jahre alt, 6,1 Prozent zwischen 18 und 24, 24,8 Prozent zwischen 25 und 44, 23,8 Prozent zwischen 45 und 64 und 19,2 Prozent waren 65 Jahre alt oder älter. Das Medianalter betrug 41 Jahre. Auf 100 weibliche Personen kamen 93,2 männliche Personen und auf 100 Frauen im Alter von 18 Jahren oder darüber kamen 90,3 Männer.

Das jährliche Durchschnittseinkommen eines Haushalts betrug 38.194 USD, das Durchschnittseinkommen einer Familie betrug 43.894 USD. Männer hatten ein Durchschnittseinkommen von 30.114 USD, Frauen 21.786 USD. Das Prokopfeinkommen betrug 17.151 USD. 7,9 Prozent der Familien und 10,6 Prozent der Einwohner lebten unterhalb der Armutsgrenze.

## Orte im County
| - Claude - Goodnight | - Paloduro - Washburn | - Wayside |